# 桑格阿特
桑格阿特（Sangat），是印度旁遮普邦珀丁达县的一个城镇。总人口5396（2001年）。

## 人口
该地2001年总人口5396人，其中男性2851人，女性2545人；0—6岁人口711人，其中男415人，女296人；识字率52.41%，其中男性为56.86%，女性为47.43%。